# Liste der Kulturdenkmale in Eichenberg (bei Jena)
Die Liste der Kulturdenkmale in Eichenberg (bei Jena) umfasst die als Einzeldenkmale, Bodendenkmale und Denkmalensembles erfassten Kulturdenkmale auf dem Gebiet der Gemeinde Eichenberg im thüringischen Saale-Holzland-Kreis (Stand: Februar 2020). Die Angaben in der Liste ersetzen nicht die rechtsverbindliche Auskunft der zuständigen Denkmalschutzbehörde.

## Legende
- Bild: zeigt ein Bild des Kulturdenkmals und gegebenenfalls einen Link zu weiteren Fotos des Kulturdenkmals im Medienarchiv Wikimedia Commons
- Bezeichnung: Name, Bezeichnung oder die Art des Kulturdenkmals
- Lage: Wenn vorhanden Straßenname und Hausnummer des Kulturdenkmals; Grundsortierung der Liste erfolgt nach dieser Adresse. Der Link Karte führt zu verschiedenen Kartendarstellungen und nennt die Koordinaten des Kulturdenkmals.
 Kartenansicht, um Koordinaten zu setzen – in dieser Kartenansicht sind Kulturdenkmale ohne Koordinaten mit einem roten bzw. orangen Marker dargestellt und können in der Karte gesetzt werden. Kulturdenkmale ohne Bild sind mit einem blauen bzw. roten Marker gekennzeichnet, Kulturdenkmale mit Bild mit einem grünen bzw. orangen Marker.
- Datierung: gibt das Jahr der Fertigstellung beziehungsweise das Datum der Erstnennung oder den Zeitraum der Errichtung an
- Beschreibung: bauliche und geschichtliche Einzelheiten des Kulturdenkmals, vorzugsweise die Denkmaleigenschaften
- ID: Die ID identifiziert das Kulturdenkmal eindeutig. In Thüringen sind aktuell keine IDs veröffentlicht. In der ID-Spalte kann sich auch folgendes Icon  befinden, dies führt zu Angaben zu diesem Kulturdenkmal bei Wikidata.

## Kulturdenkmale nach Ortsteilen

### Dienstädt
| Bild                           | Bezeichnung                                                    | Lage                                                      | Datierung | Beschreibung | ID |
| ------------------------------ | -------------------------------------------------------------- | --------------------------------------------------------- | --------- | ------------ | -- |
| BW                             | Denkmalensemble „Kirche mit Kirchhof und Schulgebäude“         | Dienstädt 35 (Karte)                                      |           |              |    |
| weitere Bilder Fotos hochladen | Kirche St. Sebastian mit Ausstattung, Kirchhof und Einfriedung | Dienstädt (Karte)                                         |           |              |    |
| BW                             | Göpelhalle                                                     | Dienstädt 28 (Karte)                                      |           |              |    |
| BW                             | Steinkreuz                                                     | östlicher Ortsrand, südlich vor dem Friedhofszaun (Karte) |           | Bodendenkmal |    |

### Eichenberg
| Bild                           | Bezeichnung                                            | Lage                                | Datierung | Beschreibung | ID |
| ------------------------------ | ------------------------------------------------------ | ----------------------------------- | --------- | ------------ | -- |
| BW                             | Denkmalensemble – Kirche, Pfarrhaus, Schule, Rittergut | Dorfstraße 1, 2, 2a, 31, 38 (Karte) |           |              |    |
| weitere Bilder Fotos hochladen | Kirche mit Ausstattung und Kirchhof                    | Dorfstraße (Karte)                  |           |              |    |
| BW                             | Rittergut                                              | Dorfstraße 1, 2, 2a (Karte)         |           |              |    |
| BW                             | Wohnhaus mit Nebengebäude (Stall)                      | Dorfstraße 27 (Karte)               |           |              |    |
| BW                             | Pfarrhaus                                              | Dorfstraße 31 (Karte)               |           |              |    |

### Kleinbucha
| Bild                           | Bezeichnung                                   | Lage                                                | Datierung | Beschreibung | ID |
| ------------------------------ | --------------------------------------------- | --------------------------------------------------- | --------- | ------------ | -- |
| Fotos hochladen                | Denkmalensemble „Historischer Ortskern“       | Dorfstraße 1, 2, 3, 12, 13, 14, 15, 15a, 16 (Karte) |           |              |    |
| weitere Bilder Fotos hochladen | Kirche mit Ausstattung, Kirchhof, Einfriedung | (Karte)                                             |           |              |    |
| Fotos hochladen                | Gefallenendenkmal                             | neben der Kirche (Karte)                            |           |              |    |
| weitere Bilder Fotos hochladen | Vorwerk Martinsroda                           | Kleinbucha 17 (Karte)                               |           |              |    |
| weitere Bilder Fotos hochladen | Steinkreuz                                    | etwa 1 km westlich des Ortes (Karte)                |           | Bodendenkmal |    |